# Sept-Sorts
Sept-Sorts è un comune francese di 461 abitanti situato nel dipartimento di Senna e Marna nella regione dell'Île-de-France.

## Società

### Evoluzione demografica
Abitanti censiti